# Retinòsquisi
La retinòsquisi és una malaltia dels ulls que es caracteritza per la separació anormal de les capes neurosensorials de la retina, en general en la capa plexiforme externa, això comporta una pèrdua de visió en el camp visual corresponent en algunes formes rares. Les formes més comunes solen ser asimptomàtiques.